# Франк Болі
Франк Болі (фр. Franck Boli, нар. 7 грудня 1993, Ямусукро) — івуарійський футболіст, нападник американського клубу «Портленд Тімберз».

## Клубна кар'єра
Народився 7 грудня 1993 року в місті Ямусукро. Навчався у футбольній школі Йоеля Тієхі в Абіджані, перш ніж його помітив норвезький клуб «Ліллестрем», який взяв хлопця до своєї академії в 2009 році, коли йому було лише п'ятнадцять років.
У січні 2012 року Болі підписав свій перший професіональний контракт з іншим місцевим клубом «Стабек» і 25 березня дебютував у вищому норвезькому дивізіоні в матчі проти «Олесунна» (0:0). А вже у наступному турі 1 квітня він забив свій перший гол у матчі з «Фредрікстадом» (1:5). 5 липня 2012 року він дебютував у європейських клубних змаганнях, зігравши у матчі першого кваліфікаційного раунду Ліги Європи проти фінської «Ювяскюлі» (2:0). Наприкінці сезону 2012 року «Стабек» вилетів з вищого дивізіону, втім Болі залишився у команді, допомігши їй наступного року посісти 2 місце і повернутись до еліти. Там у сезоні 2014 року він забив 13 голів у 28 іграх, ставши найкращим бомбардиром команди та допомігши їй посісти 9 місце і врятуватись від вильоту, після чого покинув «Стабек», зігравши загалом за клуб за три роки 97 матчів в усіх турнірах, в яких забив 29 голів.
26 лютого 2015 року Франк перейшов у китайський клуб «Ляонін Хувін». Дебютував у Суперлізі 18 квітня в матчі проти «Цзянсу Сайнті». Втім у новій команді івуарієць не зміг себе проявити, так за сезон не забивши жодного голу у 20 матчах чемпіонату, через що на початку 2016 року повернувся назад до Норвегії, провівши сезон 2016 року у місцевому клубі «Олесунн». Там Болі знову став забивати, відзначившись 6 разів у 27 іграх чемпіонату, але у передостанньому, 29 турі чемпіонату проти «Гаугесуна» Франк отримав серйозну травму правого коліна (розрив хрестоподібних зв'язок), через яку змушений був пропустити півроку, в результаті чого «Олесунн» вирішив не викуповувати контракт гравця.
Натомість 20 грудня 2016 року Болі підписав трирічний контракт з клубом «Стабек», повернувшись до команди після дворічної перерви. Цього разу відіграв за команду з Берума наступні два з половиною сезони своєї ігрової кар'єри. Перший з них африканець значною мірою змушений був пропустити через травму коліна, вперше вийшовши на поле лише у вересні, але у другому став основним нападником, забивши 17 голів у 28 іграх чемпіонату, ставши найкращим бомбардиром чемпіонату, після чого контракт з гравцем було подовжено до 2021 року. У першій половині третього сезону Болі також мав високу результативність, забивши 6 голів у 10 іграх.
1 серпня 2019 року Болі перейшов в угорський «Ференцварош». У першому ж сезоні Болі забив 10 голів у 28 іграх чемпіонату, ставши найкращим бомбардиром команди і допоміг їй виграти чемпіонат Угорщини. Станом на 6 жовтня 2020 року відіграв за клуб з Будапешта 31 матч в національному чемпіонаті.

## Статистика виступів

### Статистика клубних виступів
| Сезон              | Клуб               | Чемпіонат          | Чемпіонат | Чемпіонат | Національний кубок | Національний кубок | Національний кубок | Континентальні кубки | Континентальні кубки | Континентальні кубки | Суперкубки | Суперкубки | Суперкубки | Усього | Усього |
| Сезон              | Клуб               | Ліга               | Ігор      | Голів     | Ліга               | Ігор               | Голів              | Ліга                 | Ігор                 | Голів                | Ліга       | Ігор       | Голів      | Ігор   | Голів  |
| ------------------ | ------------------ | ------------------ | --------- | --------- | ------------------ | ------------------ | ------------------ | -------------------- | -------------------- | -------------------- | ---------- | ---------- | ---------- | ------ | ------ |
| 2012               | «Стабек»           | ЕС                 | 28        | 5         | КН                 | 3                  | 1                  | ЛЄ                   | 2                    | 0                    | -          | -          | -          | 33     | 6      |
| 2013               | «Стабек»           | 1Д (ІІ)            | 26        | 6         | КН                 | 4                  | 3                  | -                    | -                    | -                    | -          | -          | -          | 30     | 9      |
| 2014               | «Стабек»           | ЕС                 | 28        | 13        | КН                 | 6                  | 1                  | -                    | -                    | -                    | -          | -          | -          | 34     | 14     |
| 2015               | «Ляонін Хувін»     | СЛ                 | 20        | 0         | КК                 | 1                  | 0                  | -                    | -                    | -                    | -          | -          | -          | 21     | 0      |
| 2016               | «Олесунн»          | ЕС                 | 27        | 6         | КН                 | 2                  | 0                  | -                    | -                    | -                    | -          | -          | -          | 29     | 6      |
| 2017               | «Стабек»           | ЕС                 | 10        | 4         | КН                 | 1                  | 0                  | -                    | -                    | -                    | -          | -          | -          | 11     | 4      |
| 2018               | «Стабек»           | ЕС                 | 29+2      | 17+0      | КН                 | 3                  | 2                  | -                    | -                    | -                    | -          | -          | -          | 34     | 19     |
| січ.-серп. 2019    | «Стабек»           | ЕС                 | 13        | 6         | КН                 | 2                  | 2                  | -                    | -                    | -                    | -          | -          | -          | 15     | 8      |
| Усього за «Стабек» | Усього за «Стабек» | Усього за «Стабек» | 92        | 28        |                    | 14                 | 5                  |                      | 2                    | 0                    |            | -          | -          | 108    | 33     |
| серп. 2019–20      | «Ференцварош»      | НБ1                | 0         | 0         | КУ                 | 0                  | 0                  | ЛЧ                   | 0                    | 0                    | -          | -          | -          | 0      | 0      |
| Усього за кар'єру  | Усього за кар'єру  | Усього за кар'єру  | 139       | 34        |                    | 17                 | 5                  |                      | 2                    | 0                    |            | -          | -          | 158    | 39     |

## Титули і досягнення

### Командні
- Чемпіон Угорщини (3):

«Ференцварош»: 2019-20, 2020-21, 2021-22
- Володар Кубка Угорщини (1):

«Ференцварош»: 2021-22

### Особисті
- Найкращий бомбардир чемпіонату Норвегії: 2018 (17 голів)[17]